# Rocznik Krakowski
Rocznik Krakowski – pismo wydawane w Krakowie od 1898 roku przez Towarzystwo Miłośników Historii i Zabytków Krakowa. W latach 1914–1918 i 1939–1949 pismo nie ukazywało się. Artykuły obejmują zakres historii i sztuki Krakowa, publikowane są nekrologi, kronika konserwatorska, sprawozdania z działalności Towarzystwa, a także recenzje i informacje biograficzne. Niektóre numery poświęcone są poszczególnym zagadnieniom lub osobom, np. 500-leciu odnowienia Uniwersytetu Jagiellońskiego (t. 4) lub twórczości Wita Stwosza (t. 10 i 26). Wśród autorów są wybitni historycy, historycy sztuki, archeolodzy, architekci, muzykolodzy i konserwatorzy.
W 1998 nakład pisma sięgał 500 egz.